# Chickahominy
Els chickahominy són una tribu d'amerindis de Virgínia que viuen principalment al comtat de Charles City, situat al llarg del riu James a mig camí entre Richmond i Williamsburg a la Commonwealth de Virgínia. Aquesta àrea del Tidewater no és gaire lluny d'on vivien en 1600.
Estan dividits en dos grups. El més gran, la Tribu Chickahominy viu al comtat de Charles i compta amb 840 membres registrats. L'altra, els Chickahominy Orientals, són una escissió del 1900 que viu al comtat de New Kent, a uns 40 kilòmetres a l'est de Richmond i té 132 membres registrats.
Ambdues tribus són dues de les 11 tribus reconegudes estatalment per Virgínia. Cap ha rebut el reconeixement del govern federal.

## Història
Els chickahominy ("poble del vedat de blat de moro") eren una tribu autònoma de parla algonquina quan el primer assentament permanent anglès va ser fundat a Jamestown en 1607. Van ser dirigits per Mungai ("grans homes"), que formaven part d'un consell d'ancians i líders religiosos. El territori original del chickahominy consistia en la terra al llarg del riu que finalment va ser nomenat per ells el riu Chickahominy, des de la desembocadura del riu, prop de Jamestown al que avui és el comtat de New Kent.

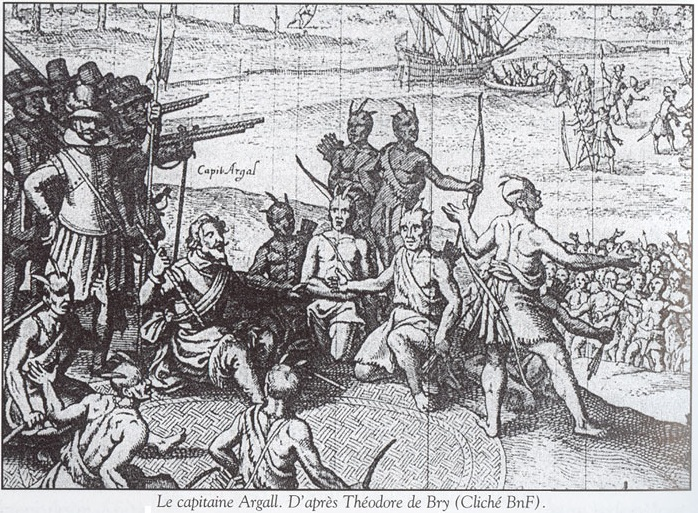
Representació anglesa de la negociació del tractat de 1614

La proximitat de la tribu a Jamestown significava que tenien contacte amb els anglesos des del primer moment. La tribu va ajudar els anglesos durant els primers hiverns comerciant aliments per altres objectes. També els van ensenyar com conrear i preservar les collites en les condicions locals. Pel 1614 la tribu havia signat un tractat amb els colons que indicava que la tribu proporcionaria 300 guerrers per lluitar contra els espanyols.
Amb el temps, els anglesos va començar a ampliar els seus assentaments i desplaçaren els chickahominy de les seves llars. Després de la Guerra Anglo-Powhatan de 1644-46 la tribu es van veure obligada a cedir la seva terra per obtenir un tractat de pau. La tribu es reassentà en terres reservades pel tractat en l'àrea Pamunkey Neck, amb una altra tribu algonquina de Virgínia, els pamunkey, entre els rius Mattaponi i Pamunkey. S'hi va quedar fins a 1661, quan es van mudar a la capçalera del Mattaponi, on les seves terres reservades continuaren sent envaïdes. En 1677, els chickahominy estaven entre les tribus que signaren el tractat de pau amb el rei d'Anglaterra.

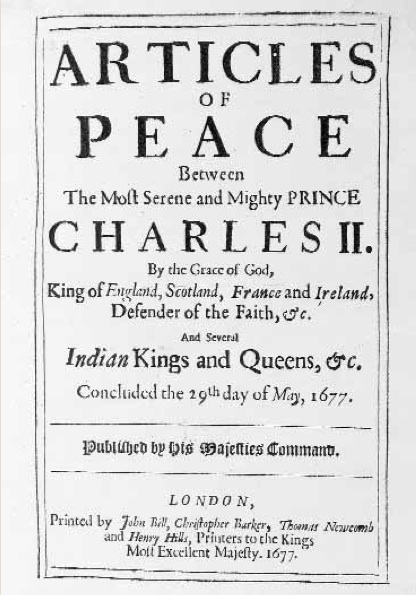
Tractat de Middle Plantation (1677)

La tribu va perdre la propietat de l'última part de les seves terres de reserva en 1718, però continuaren vivint a l'àrea durant algun temps. Els qui no es fusionaren amb els pamunkey i altres tribus, van emigrar al comtat de New Kent i al comtat de Charles City, més a prop de la seva pàtria original. Els descendents d'aquests van formar les actuals tribus Chickahominy Oriental i Chickahominy, respectivament. Les migracions van ocórrer abans del final del segle xviii. Han sobreviscut pocs registres que permetin definir la data de la migració.
Els chickahominy foren durant un temps aliats del cap Powhatan, cap suprem d'una confederació de 30 o més tribus algonquines. Hi ha indicis a través dels registres que es troben a The National Archives (TNA) a Kew, West London; que la tribu Chickahominy podria haver servit per a una certa capacitat de rol de policia, sent usats per Powhatan per sufocar les rivalitats i posar fi a les lluites internes entre altres tribus de la confederació i a canvi havien gaudit, entre altres concessions, del comerç amb les tribus confederació. Sembla, a més, que part de l'acord d'aliança entre la confederació powhatan i la tribu chickahominy era actuar com a força guerrera entre les tribus de la confederació i altres tribus menys amigables o hostils en el cas d'un atac, donant així a les forces de Powhatan temps per mobilitzar-se. Algunes fonts diuen que els chickahominy s'uniren a la confederació powhatan en 1616. Altres sostenen que no van arribar a ser tributaris del cap suprem fins a 1677, quan Cockacoeske va signar el Tractat de Middle Plantation. El tractat el reconeix com a líder dels chickahominy i diverses altres tribus.

## Els chickahominy avui
Avui la tribu Chickahominy consta d'uns 840 persones registrades que viuen en un radi de 8 km de l'altra i el centre tribal, en una zona coneguda com a Chickahominy Ridge. Alguns centenars més viuen en altres parts dels Estats Units, com Califòrnia, Nova York, Oklahoma i Pennsylvània. Les actuals terres tribals tenen al voltant de 110 acres (0,45 km²) del seu territori tradicional, a l'actual comtat de Charles City. El centre tribal convoca un Powwow anual i Festival de Tardor.

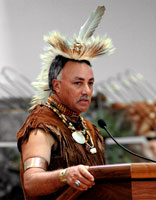
Wayne Adkins, membre de la tribu Chickahominy, representant la tribu al Regne Unit

Els Chickahominy estan dirigits per un consell tribal de dotze homes i dones, incloent a un cap i dos caps assistents. Aquestes posicions són elegides per votació dels membres de la tribu. L'actual cap és Stephen Adkins. Ha treballat com a Director de Recursos Humans per a la Commonwealth de Virgínia en l'administració del Governador Tim Kaine. Wayne Adkins, a la foto, és el cap assistent, junt amb Reggie Stewart.
La majoria dels membres de la Tribu Chickahominy són cristians; molts assisteixen Església Baptista Samaria, anteriorment Església Índia Samaria al comtat de Charles City. L'església va ser construïda sobre terrenys tribals i s'usa com a escola per als nens de la tribu. L'església es troba just davant de la seu de la tribu.

## Chickahominy Orientals
La Divisió Oriental de la Tribu Chickahominy va compartir història amb els chickahominy fins a la dècada de 1900, quan el primer grup va decidir organitzar el seu propi govern tribal. La raó de la divisió fou les dificultats per viatjar a les reunions tribals al comtat de Charles City segons alguns. Altres diuen que la separació va ocórrer a causa dels desacords sobre la pràctica religiosa i l'ús del sòl. Els llaços familiars mantenen les dues tribus entrellaçades.
Avui en dia, els Chickahominy Orientals tenen al voltant de 132 membres i aproximadament 41 acres (170.000 m²) de terra. Membres de la tribu han servit en l'exèrcit dels Estats Units ja en Primera Guerra Mundial. La tribu atén les necessitats de la seva comunitat com una organització exempta de tributació. Això és recolzat per contribucions dels membres que paguen quotes.

## Esforços pel reconeisement
Els Chickahominy foren reconeguts per la Commonwealth de Virgínia en 1983, però no han estat reconeguts federalment. Des de la dècada de 1990, la tribu ha estat buscant el reconeixement federal a través d'una llei del Congrés.
El març de 2009, el representant Jim Moran patrocinà un projecte de llei per concedir el reconeixement federal a sis tribus indígenes de Virgínia: la tribu Chickahominy, els Chickahominy Orientals, Nansemond, tribu Rappahannock, tribu Upper Mattaponi, i la Nació Monacan. Pel juny la llei fou aprovada per la Cambra de Representants. Un dia després que es votés a la Cambra, un projecte de llei similar va ser enviat al Senat. El Senat va remetre aquest projecte de llei a la seva Comissió d'Afers Indígenes, que va aprovar el projecte de llei el 22 d'octubre de 2009. El 23 de desembre de 2009 el Senat afegí el projecte de llei al seu calendari legislatiu. Aquest és el més el projecte de llei que ha aconseguit arribar més lluny en el procés del Congrés. El projecte de llei va ser rebutjat pel senador Tom Coburn (R-OK), citant "problemes jurisdiccionals". El senador creu que les sol·licituds de reconeixement tribal han de ser processades a través de l'Oficina d'Afers Indis, un procés de les tribus de Virgínia no poden utilitzar a causa d'una "Llei d'Integritat Racial" de 1924 i els dictats de Walter Plecker, el controvertit registrador estatal de l'Oficina d'Estadístiques Vitals del moment.
Les dues tribus reconegudes estatalment que encara mantenen reserves, els pamunkey i els mattaponi, no formen part d'aquest projecte de llei, estan tractant d'obtenir el reconeixement federal a través del procediment administratiu del Bureau of Indian Affairs, creient que la seva residència permanent i el control de les seves reserves demostra la seva continuïtat històrica amb les tribus.